# Federico Ghiotto
Federico Ghiotto, né le 4 décembre 1963 à Montecchio Maggiore, est un coureur cycliste italien. Professionnel de 1986 à 1993, il remporte deux victoires au cours de sa carrière.

## Biographie
Parmi les amateurs, il obtient plusieurs résultats, parmi lesquels une troisième place au Giro del Belvedere 1984 et la victoire au Trofeo Zsšdi à Trieste en 1985. Il est également sélectionné pour disputés à domicile les championnats du monde amateurs en 1985, où il se classe 21e.
Au cours de sa carrière professionnelle, qui a duré de 1986 à 1993, il occupe  principalement un rôle d'équipier pour ses leaders. Néanmoins, en 1991, il remporte la première étape de Tirreno-Adriatico et porte le maillot de leader jusqu'à la dernière étape. Lors de celle-ci disputée sous la forme d'un contre-la-montre, il ne parvient pas à conserver la première place et termine finalement  à la deuxième place du classement général, à quatre secondes de l'Espagnol Herminio Díaz Zabala. Ses autres résultats importants sont en 1986 une troisième place lors du Grand Prix Pino Cerami, ainsi qu'un succès d'étape et une troisième place finale sur la Semaine cycliste internationale en Sicile.

## Palmarès

### Palmarès amateur
- 1983
  - Tour de Vénétie et des Dolomites
- 1984
  - Trophée de la ville de Castelfidardo
  - Coppa Penna
  - 3e du Giro del Belvedere
- 1985
  - Trofeo Zsšdi
  - La Popolarissima
  - 3e du Piccola Sanremo

### Palmarès professionnel
- 1986
  - 1re étape de la Semaine cycliste internationale
  - 3e de la Semaine cycliste internationale
  - 3e du Grand Prix Pino Cerami
- 1991
  - 1re étape de Tirreno-Adriatico
  - 2e de Tirreno-Adriatico

### Résultats sur les grands tours

#### Tour d'Italie
4 participations
- 1986 : 122e
- 1987 : abandon (16e étape)
- 1988 : 90e
- 1991 : pas au départ (10e étape)